# A・A線
アルハンゲリスク・アストラハン線、通称A・A線 （ドイツ語: AA-Linie）は、独ソ戦におけるナチス・ドイツのバルバロッサ作戦の目標として設定された戦略線。ヴォルガ・アルハンゲリスク線、ヴォルガ・アルハンゲリスク・アストラハン線とも呼ばれる。語の初出は1940年12月18日の第20総統命令である。この命令はソビエト連邦征服を最終目標に掲げることを宣言したもので、その中で総合的な軍事目標として「ヴォルガ・アルハンゲリスク線」が言及されている。

## 背景
A・A線は、エーリッヒ・マルクスが1940年夏に作成した「東方作戦原案」なる軍事研究に起源をもつ。この研究報告書では、ロシア（ソ連）占領の際にはアルハンゲリスク・ゴーリキー・ロストフ・ナ・ドヌの線を押さえるべきだと述べられている。マルクスはモスクワ占領まで含むこの戦略線までの侵攻完遂まで、9週間から17週間を要すると計算した。
仮定の戦略線として想定されたA・A線は、白海に面したアルハンゲリスクからヴォルガ川の線を通ってカスピ海沿岸のアストラハンまで至るというものである。なお結果的には、ドイツはA・A線に一切到達できなかった。

## 目標

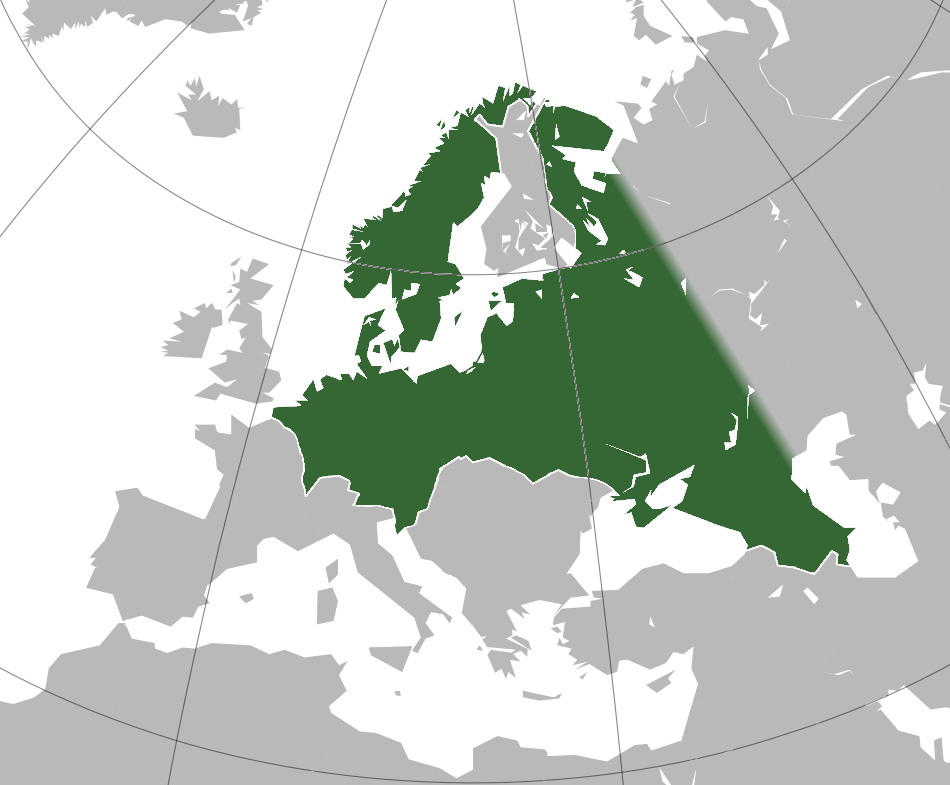
「大ゲルマン帝国」の東部国境がA・A線として描かれた地図

マルクスは、1941年の冬が来る前に西部国境地帯のソ連軍を電撃戦で破る案を立てていた。ドイツ国防軍は、A・A線までを押さえればソ連の物資や人的資源の大部分を押さえられると見込んでいた。またここまでドイツ軍が侵攻できれば、コーカサスの油田地帯を失うソ連から石油供給の86パーセントを奪える算段であった。
ソ連侵攻にあたってA・A線が最終目標として設定されたのは、ソ連全土の占領が地理的制約から不可能と思われたからである。さらに東方の工業地帯を破壊する手段として、航空艦隊によるウラル爆撃機計画が検討されたこともあった。